# Hemitragus
Il genere Hemitragus comprende tre specie di ungulati strettamente imparentati con la capra domestica:
- Tar del Nilgiri (Hemitragus hylocrius)
- Tar dell'Arabia (Hemitragus jayakari)
- Tar dell'Himalaya (Hemitragus jemlahicus)

Queste tre specie sono sempre state credute assai vicine geneticamente fra loro, al punto da essere ascritte allo stesso genere senza ulteriori accertamenti: studi genetici a livello molecolare hanno però dimostrato che le tre specie non sono così strettamente imparentate come si credeva, al punto che due nuovi generi sono stati creati;
- Nilgiritragus, per il tar del Nilgiri.
- Arabitragus, per il tar dell'Arabia;

Il tar dell'Himalaya, invece, è rimasto al genere Hemitragus.